# Miklós László (ejtőernyős)
Miklós László (1930–2019) magyar ejtőernyős sportoló.

## Életpálya
Számos országos és területi versenyen ért el komoly eredményeket, Aranykoszorús ugró. 1962-óta edzője a magyar női és férfi válogatottnak. Irányításával fejlődött válogatottunk nemzetközi színvonalra. Főelőadó a KRK-ban. Pilóta vizsgát is tett, hat gépre szerzett jogosítványt. 1971-ben súlyos baleset érte az egyik ugrásnál, ennek ellenére 66 évesen is ugrott.

## Sportegyesületei
- Központi Repülő Klub (KRK)
- Postás Repülő Klub

## Sporteredmények

### Magassági csúcs 8070
1962. május 5-én egy HA-MAE felségjelű Il–14-es (az akkor rendelkezésre álló repülőgépekből csak ez volt alkalmas ilyen magasságba emelkedni) Malév repülőgép – pilóta Kapitány István – segítségével a nyíregyházi repülőtérről indult a csúcsbeállító csapat tagjaként. Az ugrás tagjai tapasztalt ejtőernyősök voltak:  Aradi András, Bakos István, H. Nagy Imre, Kovács György, Miklós László, Mészáros József, Pozsonyi Imre, Rónai Mihály és Szabó Pál. Ugrás közben speciális ruházatot, oxigénpalackot és légzőkészüléket is viseltek. Ugrás után másodpercenként 75-80 métert zuhantak, 120 másodperces zuhanás után nyitottak ernyőt.  A végrehajtott magassági csúcsbeállítás 8070 méter volt (-45 C fok), amivel megdöntötték az addigi magassági rekordnak számító 6270 métert.
Magyarországon egyedülálló teljesítmény, amit 2012-ig nem döntöttek meg magyar sportolók, viszont ezt a csúcsot még ő tartja csapatával a mai napig Magyarország légtere fölött!!
(( 2021. November ))

### Világbajnokság
A III. ejtőernyős világbajnokság 1956. július 29. és augusztus 4. között a Moszkva melletti Tusinó repülőtéren került megrendezésre, ahol a magyar válogatott keret további tagjai: Aradi András, Gyulai György, Polonyi László és Szerző István voltak.
- a magyar válogatott csapat az előkelő 5. helyen végzett,

### Magyar bajnokság
- A IV. Magyar Ejtőernyős Nemzeti Bajnokság megtartására 1956. szeptember 15. és szeptember 26. között a Dunakeszi melletti alagi repülőtéren került sor, ahol
  - a csapatok 100 méteres célba ugrásában, Budapest II. tagjaként ezüstérmes,
  - az 1500 méteres kombinált ugrás ezüstérmese,
  - a 2200 méteres stílusugrás ezüstérmese,
  - egyéni összetettben országos bajnok,
- A VII. Magyar Ejtőernyős Nemzeti Bajnokságra 1960. június 26. és július 3. között került sor Budaörsön, ahol
  - a 2000 méteres stílusugrás bronzérmese,
  - az egyéni összetett verseny bronzérmese,
- A VIII. Magyar Ejtőernyős Nemzeti Bajnokságra 1961. augusztus 26. és szeptember 1. között került sor Hajdúszoboszlón, ahol
  - a 2000 méteres stílusugrás bronzérmese,
  - egyéni összetettben országos bajnok,
- A IX. Ejtőernyős Nemzeti Bajnokságot 1962. szeptember 9. és szeptember 19. között tartották Hajdúszoboszlón, ahol
  - az 1000 méteres célba ugrás országos bajnoka,
  - az 1500 méteres kombinált ugrás országos bajnoka,
  - az egyéni összetett férfi országos bajnokság bronzérmese,
  - az országos férfi csapat bajnokság győztese a Postás Repülő Klub tagjaként,
- A X. Magyar Ejtőernyős Nemzeti Bajnokságot 1963. július 21. valamint július 27. között tartották meg Hajdúszoboszlón, ahol
  - az 1000 méteres célba ugrás ezüstérmese,

## Sportvezetőként
Szakmai irányításával a VII. Ejtőernyős Világbajnokságon NSZK-ban, ahol 31 országból 171 sportoló, 132 férfi és 39 nő vett részt, a magyar válogatott csapat az előkelő 6. helyet szerezte meg.

## Külső hivatkozások
- Kovács György. szon.hu. [2012. május 26-i dátummal az eredetiből archiválva]. (Hozzáférés: 2012. május 5.)